# GrandPerspective
GrandPerspective är en mjukvara som analyserar och visualiserar nyttjandet av lagringsutrymme på exempelvis en hårddisk.